# Lizzie Velásquez
Elizabeth Ann "Lizzie" Velásquez, född 13 mars 1989 i Austin, Texas, USA, är en amerikansk föreläsare och författare. Hon föddes med en mycket ovanlig sjukdom, lipodystrofi, som gör att hon har nästintill inget kroppsfett och inte kan gå upp i vikt.

## Biografi
Velásquez föddes fyra veckor för tidigt, i mars 1989, och vägde då endast 1 219 gram (2 lbs, 11 oz). Det var först inte säkert att hon skulle överleva, och läkarna förklarade för de nyblivna föräldrarna, Krita och Guadalupe Velasquez, att deras dotter var så svag att hon antagligen inte skulle kunna röra sig och kanske inte ens tänka. Vid fyra års ålder tappade hon synen på höger öga. Hon är helt blind på höger öga och har begränsad syn på det vänstra.
Hennes sjukdom är mycket ovanlig och endast cirka två till sex personer i hela världen tros ha den. Det finns väldigt lite kunskap om den, men symptomen har många likheter med progeri. Velásquez har inte anorexi, men kan inte gå upp i vikt. Hon har nästan inget kroppsfett, och har aldrig vägt över 29 kilo trots att hon äter flera mål med mellan 5 000 och 8 000 kalorier om dagen.
Lizzie har två yngre syskon, Chris och Marima. Ingen av dem har samma sjukdom som Lizzie och de är båda av normallängd och -vikt.

### Karriär
Velásquez föreläser om självkänsla och mobbning och har även skrivit böcker i ämnena. Hon har själv blivit mobbad, och i ett videoklipp på Youtube, som visats över fyra miljoner gånger, kallas hon "the ugliest woman in the world" ("den fulaste kvinnan i världen") och hånas i klippets kommentarsfält. I några av kommentarerna uppmanas hon till och med att ta livet av sig. Youtube-klippet och kommentarerna fick henne att må väldigt dåligt, men hon bestämde sig senare för att föreläsa och sprida "ett budskap om hopp och tröst".
Hon spelade själv in ett Youtube-klipp med titeln Courage and Determination (Mod och beslutsamhet). I början av klippet berättar hon att hon läst varenda kommentar till klippet "the ugliest woman in the world". Hon berättar också om sina mål i livet, bland annat att hon vill föreläsa om självkänsla och motivation. I juli 2010 släpptes hennes första bok, Lizzie Beautiful, och hennes andra bok, Be beautiful, be you, släpptes i mars 2012. I början av 2014 hade hennes egen Youtube-kanal över 52 000 prenumeranter, och i januari 2016 hade antalet passerat 531 950.